# Brochwicz (herb szlachecki)
Brochwicz (Jeleń, zawołanie Opole) – herb szlachecki.

## Opis herbu
W polu srebrnym jeleń czerwony z nogami w górę wspięty, z koroną złotą na szyi. W klejnocie nad hełmem pawie pióra
W licznych odmianach herbu Brochwicz występuje również tło złote lub czerwone. Barwa wspiętego jelenia jest najczęściej czerwona, czasem czarna lub srebrna. Znane są również przedstawienia siedzącego jelenia lub połujelenia.

## Najstarsze przedstawienia
Najstarszy wizerunek herbu pojawia się na pieczęci Sobiesława z roku 1268, a kolejny jest poświadczony pieczęcią Michała z Sośnicy z roku 1282 Na pieczęci Sobiesława Przebimiłowica (Przybysławica) przedstawiony został jeleń z belką między rogami. Pieczęć Michała Mironowica przedstawia jelenia z rogiem o pięciu wyrostkach.
Najstarszym barwnym zabytkiem heraldycznym poświadczającym wygląd herbu Brochwicz jest "Kodeks lubiński" ("Legenda o św. Jadwidze") z roku 1353. Herb został wyobrażony na miniaturach przedstawiających rycerzy śląskich biorących udział w bitwie pod Legnicą. Przedstawia on czarnego jelenia z uniesioną głową, zwróconego w prawą stronę, na srebrnym tle.

## Historia
Zdaniem Tomasza Jurka, zarówno sam herb Brochwicz (Jeleń), jak i jego nazwa mogły się ukształtować już w XII wieku. Badacz ten część herbów śląskich ukazanych na miniaturach w "Kodeksie lubińskim", w tym herb Brochwicz, przypisuje rodzinom o starej metryce oraz polskim pochodzeniu i polskich koneksjach. Według Józefa Szymańskiego przedstawiony na miniaturach "Kodeksu lubińskiego" herb Brochwicz posiada odniesienia do form znanych w polskiej heraldyce, jednak jego wygląd oddaje sytuację heraldyczną, jaka panowała na Śląsku w połowie XIV wieku. Jest to więc forma ukształtowana pod silnym wpływem obcym.
Pierwsze wzmianki o herbie pochodzą z okresu krzyżackiego, a konkretne informacje z roku 1544. Nazwa Brochwicz pochodzi prawdopodobnie od słowa „paroháč” (rogacz), przekształconego na „broháč”, a następnie spolonizowanego do postaci „Brochwicz”. Pochodzenie herbu nie musi być jednak czeskie, gdyż średniowieczna polszczyzna była zbliżona do czeskiego (np. zamiast słowa „niech” używano czeskiego słowa „ať”).

## Herbowni

### Rodziny używające herbu
Arendt, Bach, Bijakowski(Brochwicz II), Bornowski, Brochowicki, Brochwicz, Broszkowski, Brygiewicz, Bryszkowski, Bryczkowski, Bujakowski, Burgrafski, Dobrocieski, Donimirski, Dubaniewski, Falęcki, Foltyński, Gockowski, Goiszewski, Goszczewski, Grabania, Gustkowski, Hendrykowski, Hotork, Idzik, Kącki, Korczyc, Korczycki,Korszun, Kleman, Lewiński, Mokrzański, Ogrodowicz, Olszowski, Oreski, Orzelski, Ossowski, Palbicki, Palęcki, Pałęcki, Parasiewicz, Połomski, Podkański, Potkański, Pruszkowski, Raduchowski, Rogoyski, Ruszczykowski, Słoński, Sobek, Sobiewolski, Starorypiński, Stocki, Subotowicz, Sulejowski (Sulejewski), Szalowski, Szczucki, Szmakowski, Szrobarczyk(Brochwicz II), Szydłowski, Szymaniecki, Trawnicki, Trembecki, Wiktor, Witowski, Wojakowski, Worakowski, Wronikowski, Wroński, Zakrzewski, Zawrocki, Żelewski (Brochwicz III), Zieliński, Zuchta, Żeromski, Żuromski, Żaromiński, Żeromiński.

### Znani herbowni
- Tadeusz Wiktor (1859-1922) – generał porucznik Wojska Polskiego
- Walther von Brauchitsch – oficer Wehrmachtu.
- Janusz Brochwicz-Lewiński (1920-2017) – żołnierz AK batalionu "Parasol".
- Bronisław Brochwicz-Rogoyski (1861-1921) – architekt, m.in. projektant warszawskiej PAST-y.
- Stanisław Broszkowski (1777-1827) – major Wojska Polskiego, oficer Legii Nadwiślańskiej.
- Wanda Broszkowska-Piklikiewicz (1926-2019) – powstaniec warszawski, łączniczka, sanitariuszka, żołnierz AK.
- Stanisław Sobek z Sulejowa (zm. 1569) – podskarbi wielki koronny.
- Wojciech Raduchowski-Brochwicz (1960- ) – polski prawnik
- Barbara Połomska (1934-2021) – polska aktorka
- Bolesław Palędzki (1898-1941) – śląski działacz niepodległościowy, powstaniec wielkopolski i śląski, redaktor "Polonii" i bliski przyjaciel Korfantego. Zamordowany przez hitlerowców niemieckim obozie koncentracyjnym Auschwitz. Autor tekstu pieśni Powstańców śląskich: "Do bytomskich strzelców wojska zaciągają".

## Miejscowości
- Broszków
- Iwkowa